# 奥斯纳布吕克体育俱乐部
奥斯纳布吕克体育俱乐部（德語：VfL Osnabrück）是位於德國下萨克森的奥斯纳布吕克的體育俱樂部，屬下有籃球、網球、足球、體操、游泳及乒乓球等項目。其足球隊於2007/08年球季從地区联赛（北部赛区）升上德國乙組聯賽，翌年降班德丙，一季後奪得聯賽冠軍重返德乙。

## 球會歷史

### 戰前
球隊起源自一群足球發燒友，他們於1899年4月組成球隊，命名為「奧斯納布呂克足球俱樂部」（FC Osnabrück），其後於1925年3月8日正式註冊。但同年部分隊員離隊組成另一隊名為「迅速體育會」（SC Rapid）的球隊，直到13年後的1938年才回歸母會的懷抱，而球隊亦改為採用「迅速」的淺紫色球衣。
納粹德國改革德國足球聯賽制度後，球隊被編入「下薩克森省際聯賽」（Gauliga Lower Saxony），分別於1938年及1939年獲得冠軍錦標，晉級「全國錦標賽」附加賽，但在初賽階段已被淘汰出局。

### 戰後
第二次世界大戰結束後，球隊更名為「奧斯納布呂克第一足球體育俱樂部」（1. FSV Osnabrueck）繼續比賽，但於1946年改回原名。球隊一直在「北區上部同盟」（Oberliga Nord）作賽，取得不俗的成績，在歷年累計積分榜排名第四，僅次於著名的漢堡、及聖保利。

### 中期
德甲於1963年成立後成為德國職業足球的頂級聯賽，「紫軍」未具備加入的資格，只被安排加入第二級的「北區地區聯賽」（Regionalliga Nord）。自1969年以後「紫軍」曾經五次晉級升級賽，但功虧一簣。此後30年球隊成為第二級聯賽的中堅分子，只有兩年降級到業餘的第三級「北部地区联赛」（Oberliga Nord (III)）。

### 近況
自從1994年球隊降入第三級的地区联赛後，除一兩季升級外，大部分時間停滯於此。2007年直到球季最後一日才確定獲得升級乙級聯賽的資格。

## 球會榮譽
- 北區地區聯賽
  - 冠軍：1969年、1970年、1971年、1985年、1999年、2000年
  - 亞軍：1972年、1973年、1995年、2003年
- 德國業餘冠軍：1995年

## 外部連結
- 官方網站（页面存档备份，存于）
- The Abseits Guide to German Soccer（页面存档备份，存于）